# Argentina Díaz Lozano
Argentina Díaz Lozano (Santa Rosa de Copán, Hondures, 15 de desembre de 1912 - Tegucigalpa, Hondures, 13 d'agost de 1999) va ser una novel·lista i periodista hondurenya. El seu nom de naixement era l'Argentina Bueso Mejía. En contreure matrimoni amb Porfirio Díaz Lozano, va adoptar els seus dos cognoms literaris.

## Obra
La seva obra conté elements propis del romanticisme tardà que ha estat descrit com "neoprimitiu i poètic a la vegada". Potser el seu llibre més conegut sigui la novel·la històrica Mayapán, àmpliament traduïda i amb nombroses edicions. Ha estat l'única dona d'Amèrica Central reconeguda oficialment com a candidata al Premi Nobel de Literatura (1970).

### Narracions curtes
- 1930: Perlas de mi rosario
- 1940: Topacios

### Novel·les
- Tiempo que vivir (1940)
- Peregrinaje (1944);
- Mayapán (1950);
- 49 días en la vida de una mujer (1956);
- Y tenemos que vivir… (1960);
- Mansión en la bruma (1964);
- Fuego en la ciudad (1966);
- Aquel año rojo (1973);
- Eran las doce… y de noche (1976);
- Ciudad Errante (1983);
- Caoba y orquídeas (1986);
- Ha llegado una mujer (1991)

### Assaigs i d'altres
- Método de mecanografía al tacto (1939). Cuaderno didáctico: edición única. Guatemala : Editorial Talleres del 31
- Historia de la moneda en Guatemala,-en col·laboració amb el llicenciat Daniel Contreras, havent-li correspost la part colonial- (1955).
- Anuario diplomático-consular 1962-63. Guatemala : Unión Tipográfica,
- Las Palabras Preliminares están suscritas por Argentina de Morales García (Argentina Díaz Lozano) y Darío Morales García, en calidad de Editores.
- Historia de Centroamérica (1964). Especial para estudiantes de enseñanza media (secundaria). Guatemala: Editada por ―Cultural Centroamericana, A.I.
- Aquí viene un hombre: biografía de Clemente Marroquín Rojas ; político, periodista y escritor de Guatemala (1968).
- Walt Whitman/Primer poeta auténticamente americano (1976); Guatemala : Servicio Informativo y Cultural de los Estados
- Vista aérea sobre Compendio geográfico e histórico. Símbolos. (1980- 1984, ilustrado), 17 pp.:edició única. Sense dades de lloc o data de publicació.
- 32 Artículos de prensa
  - diaris guatemalencs:: Diario de Centroamérica, El Imparcial

(columnes ―«Para ellas» y «Con vosotros»), Prensa Libre y La Hora (columna ― «jueves literarios»).

#### Biografies
- 1968: Aquí viene un hombre

#### Cróniques
- 1964: Sandalias sobre Europa

## Premis i distincions
- 1943: Concurso Latinoamericano de Novela
- 1968: Premio Nacional de Literatura Ramón Rosa (Hondures)
- 1968: Premi Cruzeiro Do Sud de Brasil